# Guillaume Couillard
Guillaume Couillard (* 10. Dezember 1975 in Laxou) ist ein monegassischer Tennisspieler. Er wird auf der ATP-Homepage als inaktiv geführt. Sein letztes Match bestritt er 2014 im Davis Cup.

## Karriere
Guillaume Couillard spielt hauptsächlich auf der ATP Challenger Tour und der ITF Future Tour. Er feierte bislang einen Doppelsieg auf der Future Tour.
Seinen ersten Auftritt auf der ATP World Tour hatte er zusammen mit Jean-René Lisnard, mit dem er ein Doppelpaar bildete, beim Monte Carlo Masters im April 2008. Dort verloren sie ihre Erstrundenpartie gegen Rafael Nadal und Tommy Robredo mit 2:6 und 1:6. In den Jahren 2009, 2011 und 2013 verlor er ebenfalls seine Auftaktpartie in der Doppelkonkurrenz in Monte Carlo.
Guillaume Couillard spielt seit 2002 für die monegassische Davis-Cup-Mannschaft. Für diese trat er in 37 Begegnungen an, wobei er im Einzel eine Bilanz von 14:10 und im Doppel eine von 14:11 aufzuweisen hat.

## Kurioses
Couillard spielte den inoffiziell längsten Tie-Break der Tennis-Geschichte. Bei der Qualifikation zu einem Future-Turnier in Plantation, Florida spielte er gegen seinen Landsmann Benjamin Balleret, als der erste Satz erst nach 70 Punkten (36:34 für Balleret) entschieden werden konnte. Der zweite Satz ging mit 6:1 deutlich an Balleret. Da aber bei den rangniedrigsten Turnieren in der Qualifikation keine chair umpires das Spiel überwachen und die Spieler selbst die Punkte zählen, wird der Rekord von der ITF nicht offiziell anerkannt, obwohl alle Anwesenden das Ergebnis bestätigten.